# Mevo Horon
Mevo Horon (en hébreu : מְבוֹא חוֹרוֹן) est une colonie israélienne illégale au regard du droit international,, située en Cisjordanie, territoire palestinien occupé, édifiée sur l'emplacement du village palestinien de Beit Nouba, rasé par l'armée israélienne en 1967,. Elle se trouve dans la région du Latroun, à proximité de la Ligne verte qui sépare la Cisjordanie et Israël.

## Histoire
Le Latroun se trouve dans l'Etat arabe selon le plan de partage de 1947. Lors de la guerre de 1967 l'armée israélienne rase totalement trois villages du Latroun, Beit Nouba,  Yalo (Cisjordanie) (en), et Amwas. Sur le site du village de Beit Nouba est édifiée Mevo Horon,.
La colonie est organisée en un village Moshav shitufi proche du Kibboutz. Elle est située à l'ouest de Latrun, au sud de Modiin-Maccabim-Reout, et à l'ouest du Plan de partage de la Palestine de 1947. Le village est construit en 1970 par le groupe Ezra. La colonie a été nommée en référence au site biblique de Beït-Horon.
Plusieurs rues de cette colonie ont été baptisées du nom des anciennes colonies israéliennes de Gaza, évacuées en 2005.